# 马恩河畔讷伊
马恩河畔讷伊（法語：Neuilly-sur-Marne，法語發音：[nœji syʁ maʁn] ⓘ），法国中北部城市，法兰西岛大区塞纳-圣但尼省的一个市镇，隶属于勒兰西区，其市镇面积为6.86平方公里，2022年1月1日时人口数量为38,799人，在法国城市中排名第214位。
马恩河畔讷伊位于塞纳-圣但尼省东南部，马恩河右岸，是巴黎东部近郊居民区的组成部分。

## 地名来源
马恩河畔讷伊最初于1195年以“Nobiliacum”的形式被记载，该名称来源于拉丁语，意为“新开垦的土地”。

## 历史

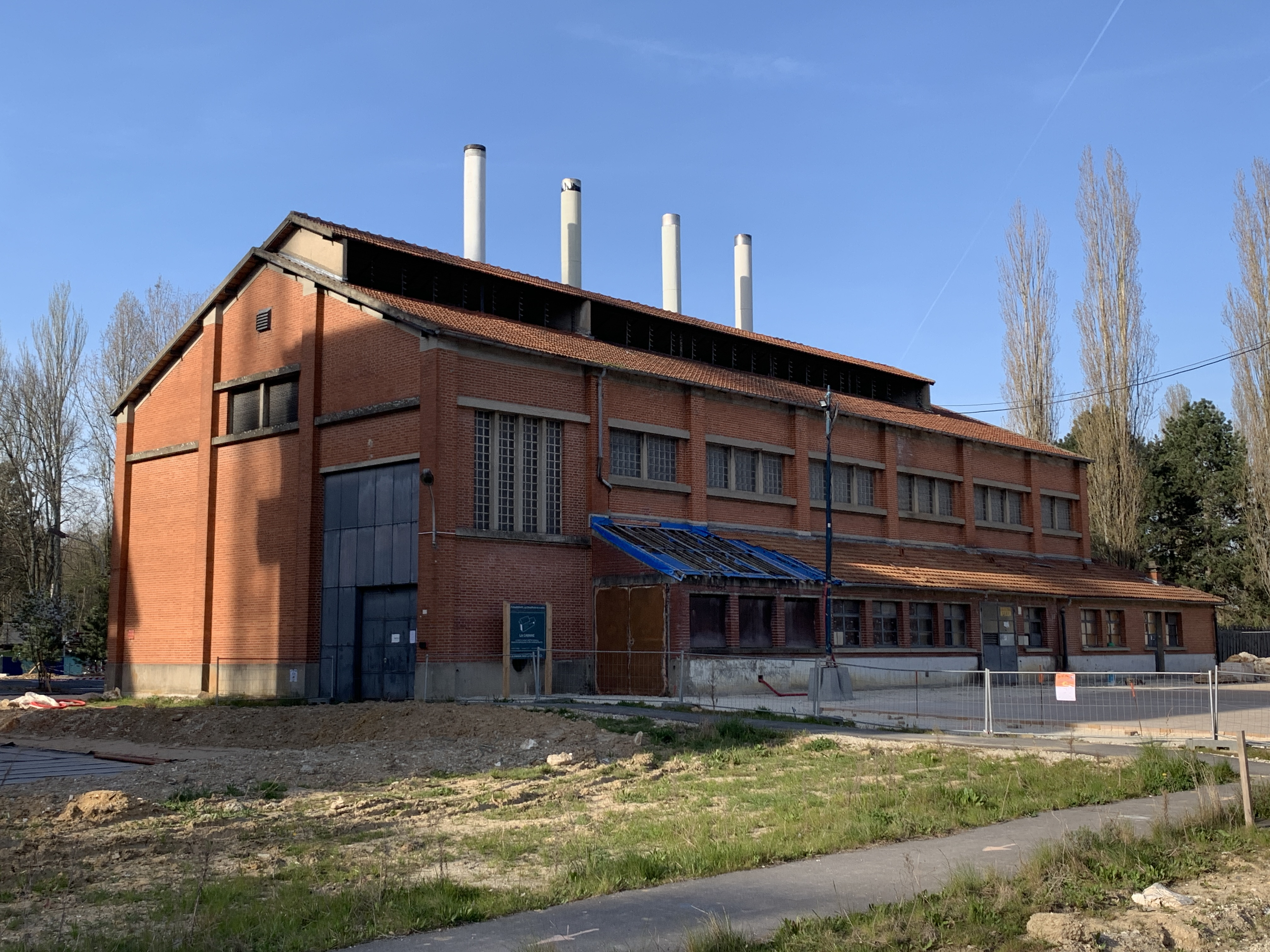
马恩河畔讷伊的一处工厂旧址

根据当地官方网站的论述，马恩河畔讷伊曾发现中石器时代的人类活动遗址。公元1世纪时，讷伊所处的马恩河右岸出现聚落。中世纪时，马恩河畔讷伊长期为一处普通农业村落，当地领主富尔克曾参与第四次十字军东征，后于1118年在马恩河畔讷伊修建了圣博迪勒教堂。中世纪末期，当地领主又在此修建埃夫拉尔城城堡（Château Ville-Evrard），其附近的马恩河河滩被开辟为农业用地。1782，一条横穿马恩河畔讷伊的干线道路建成，后成为法国国道N34线。法国大革命后，马恩河畔讷伊成为塞纳-瓦兹省的一个市镇。工业革命期间，途径此地的巴黎大环线铁路建成通车，当地出现了多处工厂，并形成工人社区。1892年，马恩河畔讷伊西侧约三分之一的土地被独立设为讷伊普莱桑斯。1885年，途径马恩河畔讷伊的法兰西岛有轨电车113线建成运营，后于1934年改为113路公共汽车。二战后，随着巴黎的城市扩张，马恩河畔讷伊境内出现了多处新兴居民区，人口数量快速增加。1968年，塞纳-马恩省被撤销，马恩河畔讷伊被划入新成立的塞纳-马恩省内。

## 地理

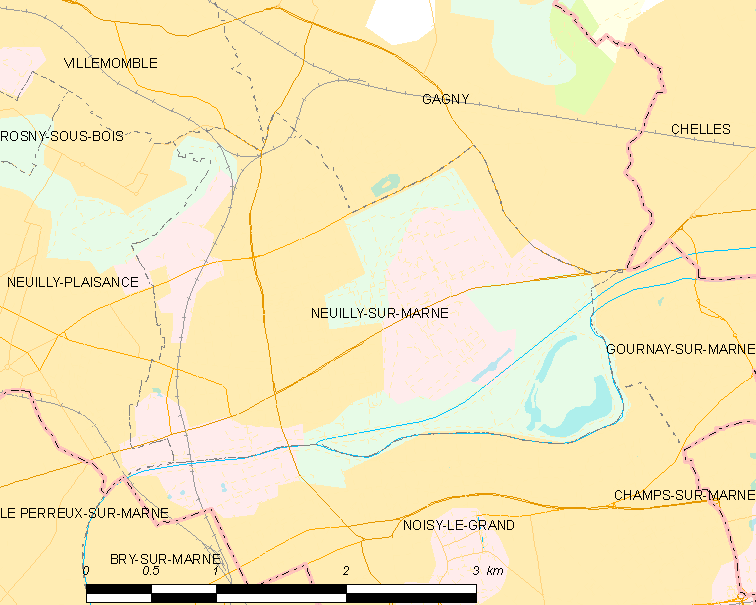
马恩河畔讷伊市镇范围地图

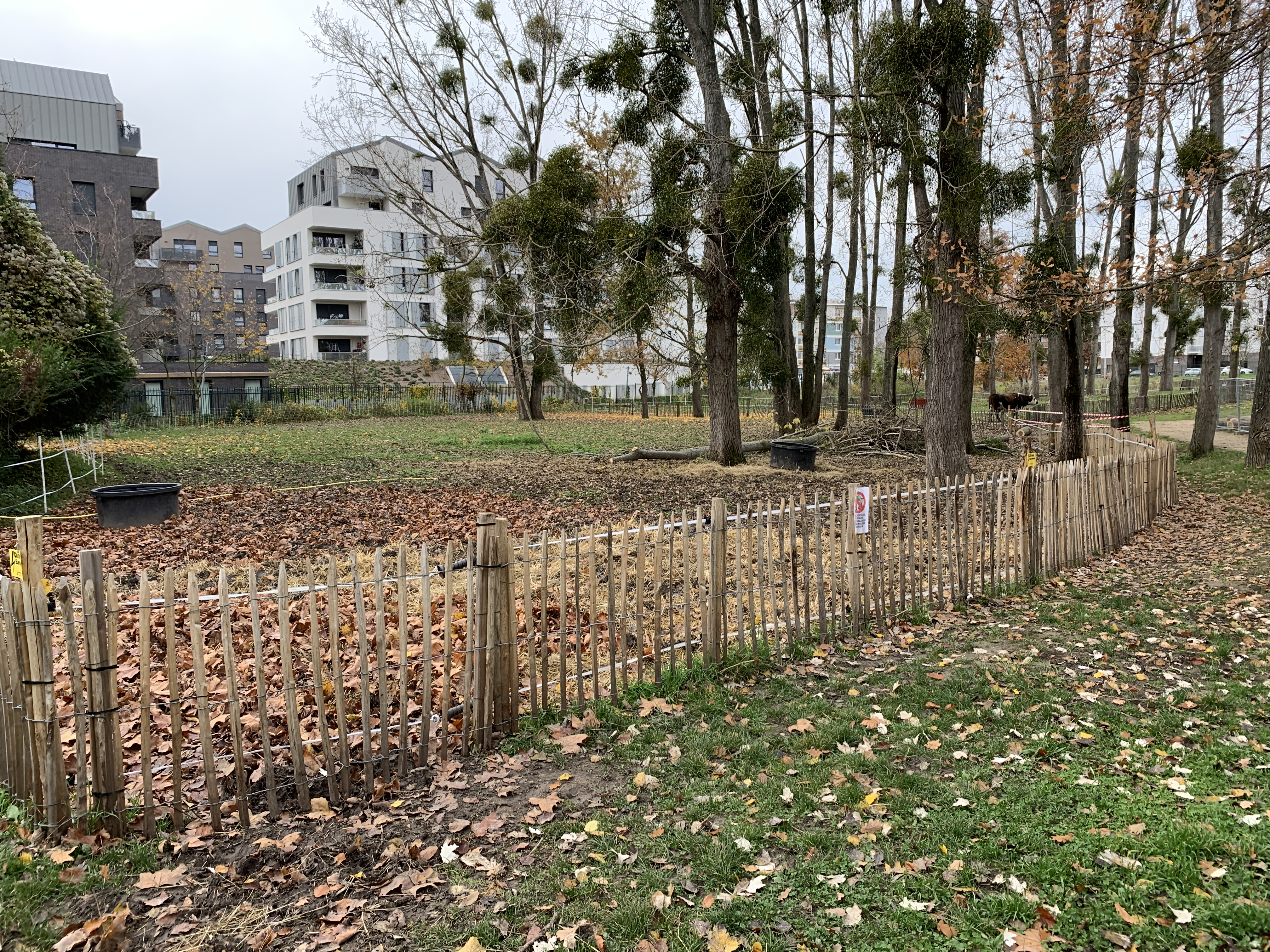
克鲁瓦桑韦尔公园

马恩河畔讷伊位于法国中北部，法兰西岛大区中北部和塞纳-圣但尼省东南部，距离省会博比尼大约11公里。与马恩河畔讷伊接壤的市镇包括：加尼、大努瓦西、马恩河畔古尔奈、讷伊-普莱桑斯、维勒蒙布勒、罗尼苏布瓦、马恩河畔布里。

### 地形
马恩河畔讷伊位于巴黎盆地内，境内以平原为主，市镇中心地势较为平坦，北部街区略有起伏，全境海拔在36到80米之间。

### 水文
马恩河畔讷伊位于塞纳河流域，其一级支流马恩河的干流自东向西流经境内南部，人工开凿的谢勒运河则位于马恩河右岸，此外市区内亦有人工挖掘形成的白宫湖（Lac de la Maison Blanche）。

### 植被
马恩河畔讷伊属于温带阔叶混交林区，市区内的主要绿地公园包括勒克鲁瓦桑韦尔公园（Parc du Croissant Vert）以及马恩河畔的上岛公园（Parc départemental de la Haute-Ile）等，均常年免费向公众开放。
在鲜花城市的评比中，马恩河畔讷伊被评为3星级鲜花城市。

### 气候
马恩河畔讷伊在柯本气候分类法中属于温带海洋性气候。
马恩河畔讷伊境内设有常年气象站，以下为该气象站的数据（其中日照数据取自勒布尔歇）：
| 马恩河畔讷伊1981年－2019年 | 马恩河畔讷伊1981年－2019年 | 马恩河畔讷伊1981年－2019年 | 马恩河畔讷伊1981年－2019年 | 马恩河畔讷伊1981年－2019年 | 马恩河畔讷伊1981年－2019年 | 马恩河畔讷伊1981年－2019年 | 马恩河畔讷伊1981年－2019年 | 马恩河畔讷伊1981年－2019年 | 马恩河畔讷伊1981年－2019年 | 马恩河畔讷伊1981年－2019年 | 马恩河畔讷伊1981年－2019年 | 马恩河畔讷伊1981年－2019年 | 马恩河畔讷伊1981年－2019年 |
| 月份                       | 1月                        | 2月                        | 3月                        | 4月                        | 5月                        | 6月                        | 7月                        | 8月                        | 9月                        | 10月                       | 11月                       | 12月                       | 全年                       |
| -------------------------- | -------------------------- | -------------------------- | -------------------------- | -------------------------- | -------------------------- | -------------------------- | -------------------------- | -------------------------- | -------------------------- | -------------------------- | -------------------------- | -------------------------- | -------------------------- |
| 历史最高温 °C（°F）        | 16.6 (61.9)                | 20 (68)                    | 25 (77)                    | 29.9 (85.8)                | 33.1 (91.6)                | 38.3 (100.9)               | 39.5 (103.1)               | 40.5 (104.9)               | 34.3 (93.7)                | 29.7 (85.5)                | 22.5 (72.5)                | 18 (64)                    | 40.5 (104.9)               |
| 平均高温 °C（°F）          | 7.3 (45.1)                 | 8.5 (47.3)                 | 12.5 (54.5)                | 15.9 (60.6)                | 20 (68)                    | 23.2 (73.8)                | 25.8 (78.4)                | 25.5 (77.9)                | 21.6 (70.9)                | 16.7 (62.1)                | 11 (52)                    | 7.7 (45.9)                 | 16.3 (61.3)                |
| 日均气温 °C（°F）          | 4.5 (40.1)                 | 5 (41)                     | 8.3 (46.9)                 | 10.9 (51.6)                | 14.9 (58.8)                | 18 (64)                    | 20.4 (68.7)                | 20 (68)                    | 16.4 (61.5)                | 12.5 (54.5)                | 7.8 (46.0)                 | 5.1 (41.2)                 | 12 (54)                    |
| 平均低温 °C（°F）          | 1.7 (35.1)                 | 1.5 (34.7)                 | 4 (39)                     | 6 (43)                     | 9.9 (49.8)                 | 12.9 (55.2)                | 15 (59)                    | 14.5 (58.1)                | 11.2 (52.2)                | 8.3 (46.9)                 | 4.6 (40.3)                 | 2.5 (36.5)                 | 7.7 (45.9)                 |
| 历史最低温 °C（°F）        | −17 (1)                    | −12.5 (9.5)                | −9.5 (14.9)                | −3.2 (26.2)                | 0.5 (32.9)                 | 4 (39)                     | 7.5 (45.5)                 | 5 (41)                     | 1.5 (34.7)                 | −4.5 (23.9)                | −8.7 (16.3)                | −8.9 (16.0)                | −17 (1)                    |
| 平均降水量 mm（）          | 59.2 (2.33)                | 48.1 (1.89)                | 53.8 (2.12)                | 53.5 (2.11)                | 66 (2.6)                   | 58.8 (2.31)                | 62 (2.4)                   | 57.6 (2.27)                | 53.4 (2.10)                | 66.3 (2.61)                | 58.1 (2.29)                | 69 (2.7)                   | 705.8 (27.79)              |
| 月均日照時數               | 62                         | 75.1                       | 125                        | 165.8                      | 193.3                      | 206.9                      | 215.7                      | 206.2                      | 160.2                      | 111.2                      | 65.1                       | 50.8                       | 1,637.3                    |
| 来源：infoclimat.fr        |                            |                            |                            |                            |                            |                            |                            |                            |                            |                            |                            |                            |                            |

## 行政区划
马恩河畔讷伊的市镇编号为93050，邮政编号为93330。
在行政管理方面，马恩河畔讷伊隶属于法国法兰西岛大区塞纳-圣但尼省勒兰西区；在地方选举方面，马恩河畔讷伊隶属于加尼县，其市镇范围全境被划入塞纳-圣但尼省第三选区；在社会管理方面，马恩河畔讷伊是大巴黎都会区以及大巴黎-大东部公共土地管理局的组成部分。
马恩河畔讷伊市镇被划为9个街区，实行街区自治制度。
法国国家统计与经济研究所（简称）在进行数据统计时，将马恩河畔讷伊及相邻的另外428个市镇设为巴黎城市核心区（2020年扩充至431个），并将包括核心区在内的周边共1,794个市镇划为巴黎城市区。自2020年起，巴黎城市区被包含1,949个市镇的巴黎城市辐射区代替。此外，还将马恩河畔讷伊市镇分为了15个“块区”（IRIS），以便于统计人口分布情况。

## 交通

### 公路
法国国道N34线横穿马恩河畔讷伊，其境内的道路大部分已完成城市化改造，配有照明、排水、人行道等设施。
| 8 巴黎 兰斯 | 3 |

| 19 | 3 |

| 博比尼 | 12 |

| 谢勒 | 5 |

| 维勒蒙布勒 | 4 |

| 克雷泰伊 | 13 |

| 马恩河畔尚皮尼 | 7 |

| 马恩河畔诺让 | 4 |

| 托尔西 快铁站 | 11 |

| 蒙特勒伊 | 7 |

| 丰特奈苏布瓦 | 4 |

2018年，69.4%的马恩河畔讷伊家庭拥有至少一辆私人汽车。2019年，马恩河畔讷伊境内共发生各类交通事故50起，造成1人遇难，57人受伤。

### 铁路

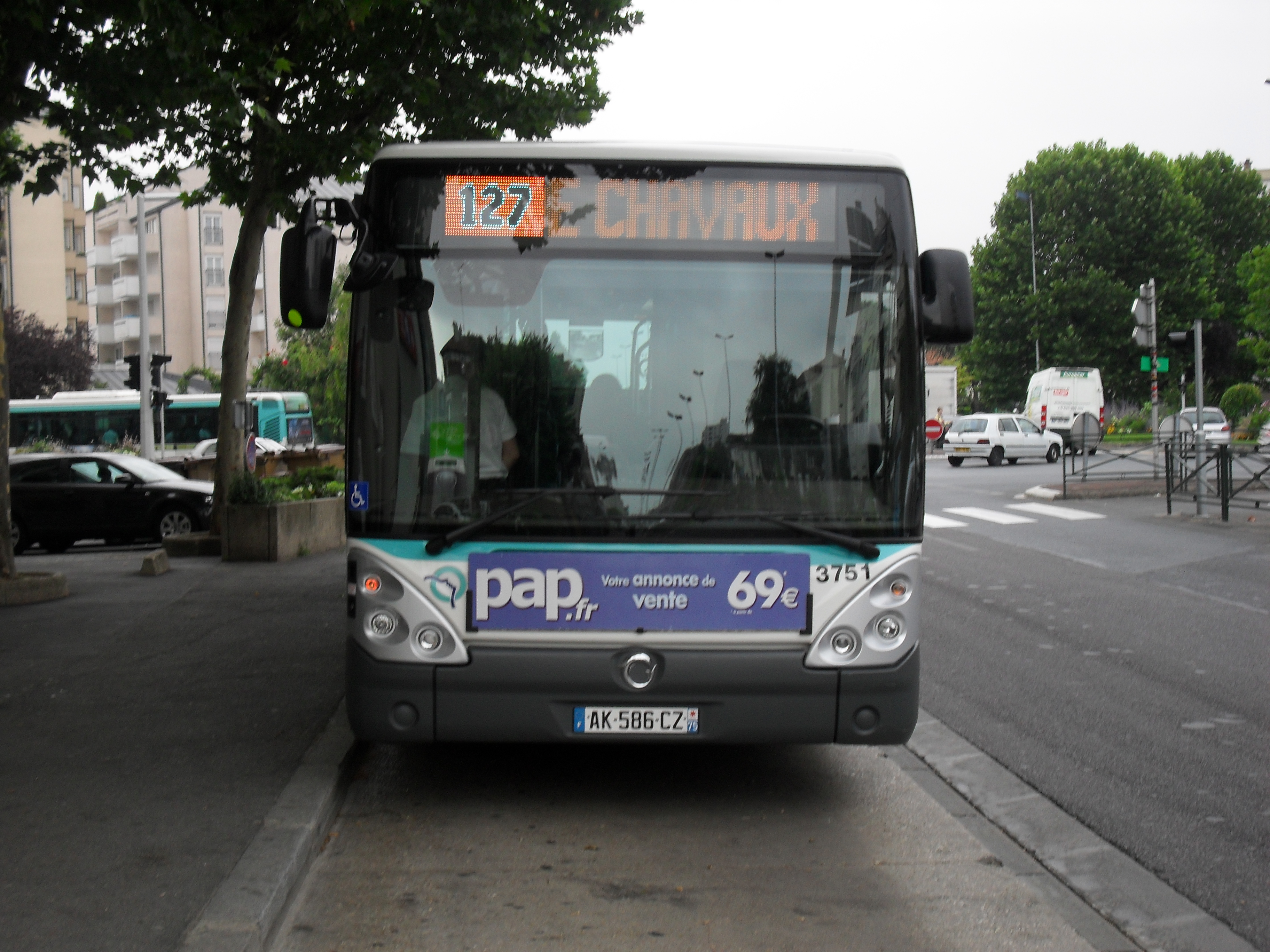
途径马恩河畔讷伊的公共汽车

马恩河畔讷伊位于巴黎大环线铁路上，该铁路马恩河畔讷伊段为货运线。距离马恩河畔讷伊最近的客运铁路车站为讷伊普莱桑斯站，该站位于讷伊普莱桑斯，停靠法兰西岛大区快铁A线。

### 航空
马恩河畔讷伊距离巴黎戴高乐机场和巴黎-奥利机场的公路里程均约23公里。

### 城市公共交通
马恩河畔讷伊是法兰西岛公共交通网的组成部分。
| 途经马恩河畔讷伊境内的主要公共交通线路 |              | |
| 类型                                   | 运营商       | 线路 |
| 公共汽车                               | RATP         | 113：快铁马恩河畔诺让站 ↔ 快铁讷伊普莱桑斯站 ↔ 埃莱娜·布谢 ↔ 福煦-戴高乐 ↔ 抵抗运动广场 ↔ 埃瓦尔城 ↔ 古尔奈-殉难广场 ↔ 快铁谢勒-古尔奈站 ↔ 谢勒-地天 127：沙沃十字架站 ↔ 雨伞 ↔ 让·梅尔莫兹广场 ↔ 福煦-戴高乐 ↔ 抵抗运动广场 ↔ 胜利广场 203：快铁讷伊普莱桑斯站 ↔ 埃莱娜·布谢 ↔ 福煦-戴高乐 ↔ 抵抗运动广场 ↔ 莱昂·布吕姆 ↔ 马恩河畔讷伊-布甘维尔 214：快铁讷伊普莱桑斯站 ↔ 弗朗索瓦·莫里亚克 ↔ 保罗·杜美 ↔ 屈尼奥高级中学 ↔ 莱昂·布吕姆 ↔ 柳林城 ↔ 快铁勒谢奈加尼站 ↔ 加尼-罗歇·萨朗格罗 303：博比尼-巴勃罗·毕加索 ↔ 快铁邦迪站 ↔ 维勒蒙布勒公墓 ↔ 快铁加尼站 ↔ 柳林城 ↔ 莱昂·布吕姆 ↔ 抵抗运动广场 ↔ 大努瓦西-市政厅 ↔ 快铁大努瓦西站 |
| 公共汽车                               | transdev TRA | 643： 快铁青雅站 ↔ 库布龙市政府 ↔ 蒙费梅伊-天使圣母 ↔ 快铁加尼站 ↔ 马恩河畔讷伊-水塔 |
| 公共汽车                               | (N)          | N34：巴黎-里昂火车站 ↔ 蒙特勒伊市政府 ↔ 丰特奈谷 ↔ 快铁讷伊普莱桑斯站 ↔ 埃莱娜·布谢 ↔ 福煦-戴高乐 ↔ 抵抗运动广场 ↔ 快铁大努瓦西站 ↔ 马恩河畔尚市政厅 ↔ 四块路 ↔ 快铁托尔西站 N141：巴黎-火车东站 ↔ 巴尼奥莱门 ↔ 埃瓦尔城 ↔ 快铁谢勒-古尔奈站 ↔ 快铁莫城站 |
| 1.                                     |              | |

## 政治

### 市政内阁

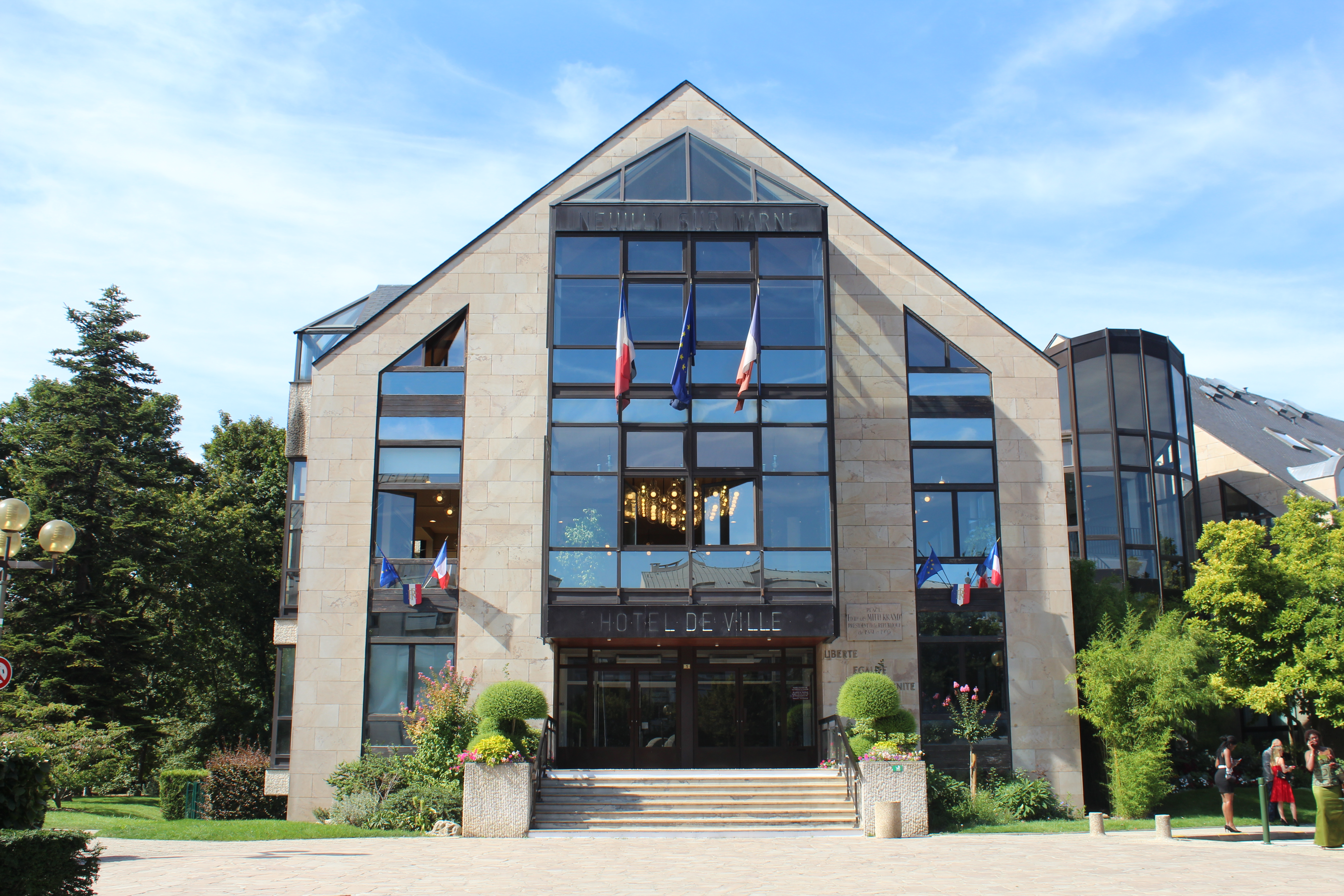
马恩河畔讷伊市政厅

马恩河畔讷伊的现任市长为扎托什特·巴赫蒂亚里先生（Zartoshte Bakhtiari）是一名右翼无党派人士，在2020年的市政选举中获得了50.04%的支持率。因该市政选举中存在弃票数较多的情况，使得扎托什特·巴赫蒂亚里的首轮实际支持率可能低于50%，2021年12月，扎托什特·巴赫蒂亚里被暂时撤销市长职务。2022年2月，马恩河畔讷伊进行新的市长投票，扎托什特·巴赫蒂亚里以73.29%的支持率胜出，重新担任市长职务。
| 马恩河畔讷伊历届市长 | 马恩河畔讷伊历届市长                    | 马恩河畔讷伊历届市长        |
| 任期                 | 市长                                    | 党派                        |
| -------------------- | --------------------------------------- | --------------------------- |
| 1944年－1953年       | Théophile GAUBERT 泰奥菲勒·戈贝尔       | PCF法国共产党               |
| 1953年－1965年       | Raymond BILBOR 雷蒙·比尔博尔            | PCF法国共产党               |
| 1965年－1974年       | Raymond CHASSAGNE 雷蒙·沙萨涅           | DVD右翼无党派人士           |
| 1974年－1977年       | André KREMSER 安德烈·克雷姆泽尔         | DVD右翼无党派人士           |
| 1977年－2020年       | Jacques MAHÉAS 雅克·马埃亚斯            | PS社会党 →DVG左翼无党派人士 |
| 2020年－             | Zartoshte BAKHTIARI 扎托什特·巴赫蒂亚里 | DVD右翼无党派人士           |

### 各级选举
| 马恩河畔讷伊历届投票选举结果 | 马恩河畔讷伊历届投票选举结果 | 马恩河畔讷伊历届投票选举结果 | 马恩河畔讷伊历届投票选举结果 | 马恩河畔讷伊历届投票选举结果     | 马恩河畔讷伊历届投票选举结果 | 马恩河畔讷伊历届投票选举结果 | 马恩河畔讷伊历届投票选举结果     | 马恩河畔讷伊历届投票选举结果 | 马恩河畔讷伊历届投票选举结果 |
| 选举项目                     | 选举范围                     | 选区单位                     | 选举结果                     | 选举结果                         | 选举结果                     | 选举结果                     | 选举结果                         | 选举结果                     | 参考资料                     |
| 选举项目                     | 选举范围                     | 选区单位                     | 第一轮胜出者                 | 第一轮胜出者                     | 支持率                       | 第二轮胜出者                 | 第二轮胜出者                     | 支持率                       | 参考资料                     |
| ---------------------------- | ---------------------------- | ---------------------------- | ---------------------------- | -------------------------------- | ---------------------------- | ---------------------------- | -------------------------------- | ---------------------------- | ---------------------------- |
| 2017年法國總統選舉           | 法國                         | 市镇                         |                              | 让-吕克·梅朗雄                   | 28.43%                       |                              | 埃马纽埃尔·马克龙                | 75.2%                        | [ 25 ]                       |
| 2017年法国立法选举           | 塞纳-圣但尼省第三选区        | 市镇                         |                              | 帕特里斯·阿纳托                  | 32.43%                       |                              | 帕特里斯·阿纳托                  | 51.62%                       | [ 25 ]                       |
| 2019年欧洲议会选举           | 法國                         | 市镇                         |                              | 复兴运动党                       | 19.26%                       | （不适用）                   | （不适用）                       | （不适用）                   | [ 25 ]                       |
| 2021年法国省级选举           | 塞纳-圣但尼省                | 县                           |                              | 罗兰·克拉诺利 玛丽-布朗什·彼得里 | 63.15%                       |                              | 罗兰·克拉诺利 玛丽-布朗什·彼得里 | 66.83%                       | [ 28 ]                       |
| 2021年法国省级选举           | 塞纳-圣但尼省                | 市镇                         |                              | 罗兰·克拉诺利 玛丽-布朗什·彼得里 | 50.99%                       |                              | 罗兰·克拉诺利 玛丽-布朗什·彼得里 | 58.29%                       | [ 28 ]                       |
| 2021年法国大区选举           | 法蘭西島大區                 | 市镇                         |                              | 瓦莱丽·佩克雷斯                  | 37.78%                       |                              | 瓦莱丽·佩克雷斯                  | 47.59%                       | [ 29 ]                       |
| 2022年法国总统选举           | 法國                         | 市镇                         |                              | 让-吕克·梅朗雄                   | 41.29%                       |                              | 埃马纽埃尔·马克龙                | 67.81%                       | [ 25 ]                       |
| 2022年法国立法选举           | 塞纳-圣但尼省第三选区        | 市镇                         |                              | 托马·波尔特                      | 37.91%                       |                              | 托马·波尔特                      | 60.94%                       | [ 25 ]                       |

## 人口
2018年，马恩河畔讷伊市镇人口数量为35,680，在法国排名第214位。其中男性17,234人，女性18,446人，75岁及以上人口占4.8%，外籍人口数量为10,041人，人口密度为5,201人/平方公里，当地居民被称为（男性）或（女性）。2019年，马恩河畔讷伊境内出生561人，死亡人口187人。
| 马恩河畔讷伊1901年－2019年人口变化情况 |
|                                        |
| 数据来源：Cassini、INSEE               |

## 经济

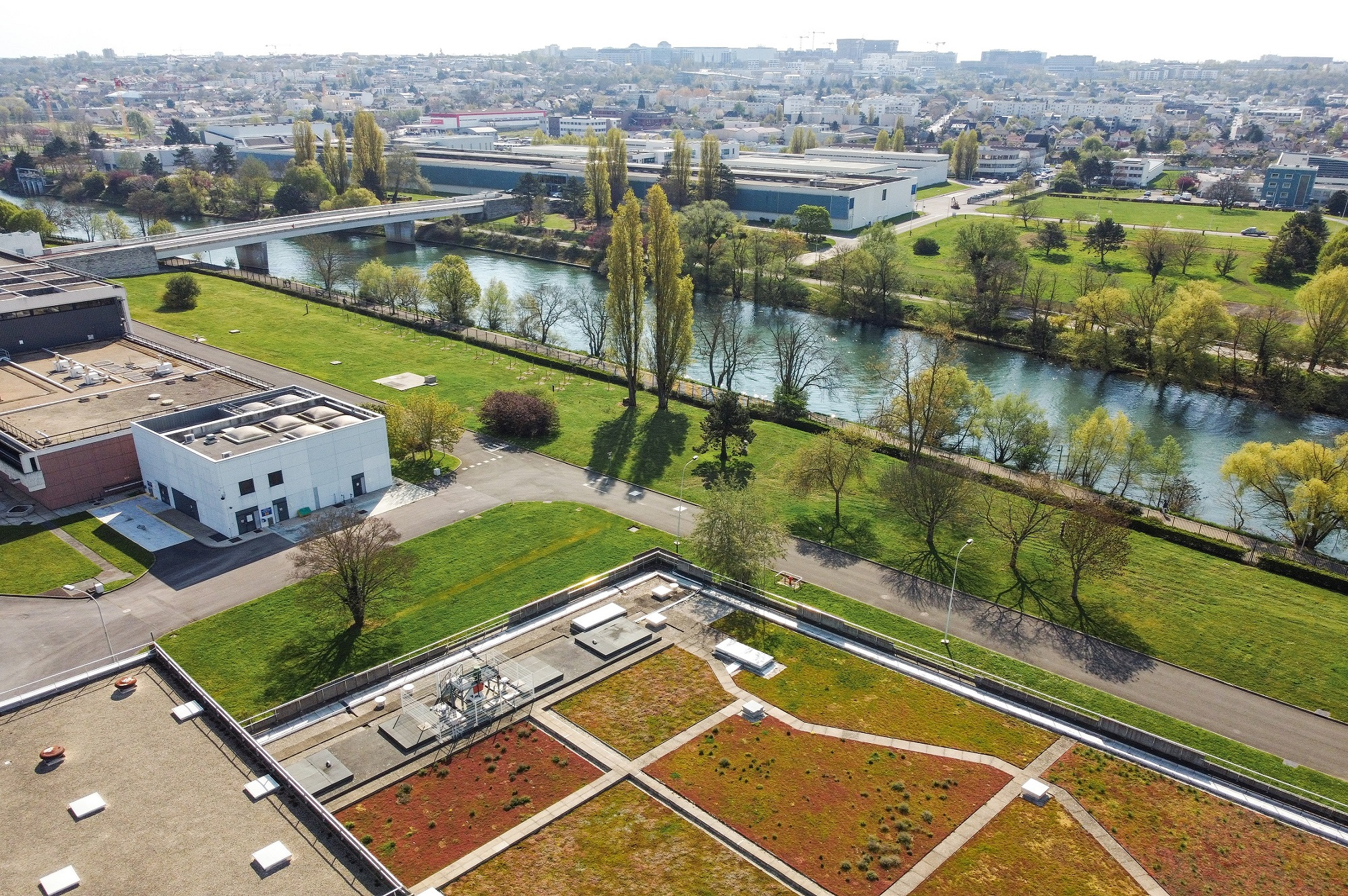
马恩河畔讷伊的一处工厂

马恩河畔讷伊是巴黎东部的一个卫星居民区。截止2022年2月，马恩河畔讷伊市镇范围内共有各类用人单位（包含自雇）4,272家，平均历史为11年，其中99.22%为中小型企业（PME）。（道路建设）、（特种工程）及（零售）是当地2020年营业额最高的三个企业，分别为382,698,856欧元、102,101,649欧元和55,535,326欧元。

## 财政与居民收入
2020年，马恩河畔讷伊的财政收入总额为56,591,600欧元，财政支出总额为54,275,800欧元，当年的债务总额为3,389,770欧元。2021年，马恩河畔讷伊共获得10,588,064欧元的国家财政补助，比上一年增加了1.98%。
2019年，马恩河畔讷伊的人均月收入总额为2,276欧元，其中高级职员为3,598欧元，低于法国平均水平（4,230欧元）；中级职员为2,436欧元，高于法国平均水平（2,411欧元）；普通职员为1,803欧元，高于法国平均水平（1,740欧元）。
2018年，马恩河畔讷伊境内的青壮年（15至64岁）失业率为11.3%，当地47.9%的家庭拥有纳税资格，平均纳税2,642欧元，低于法国平均水平（3,910欧元）。

## 社会事务

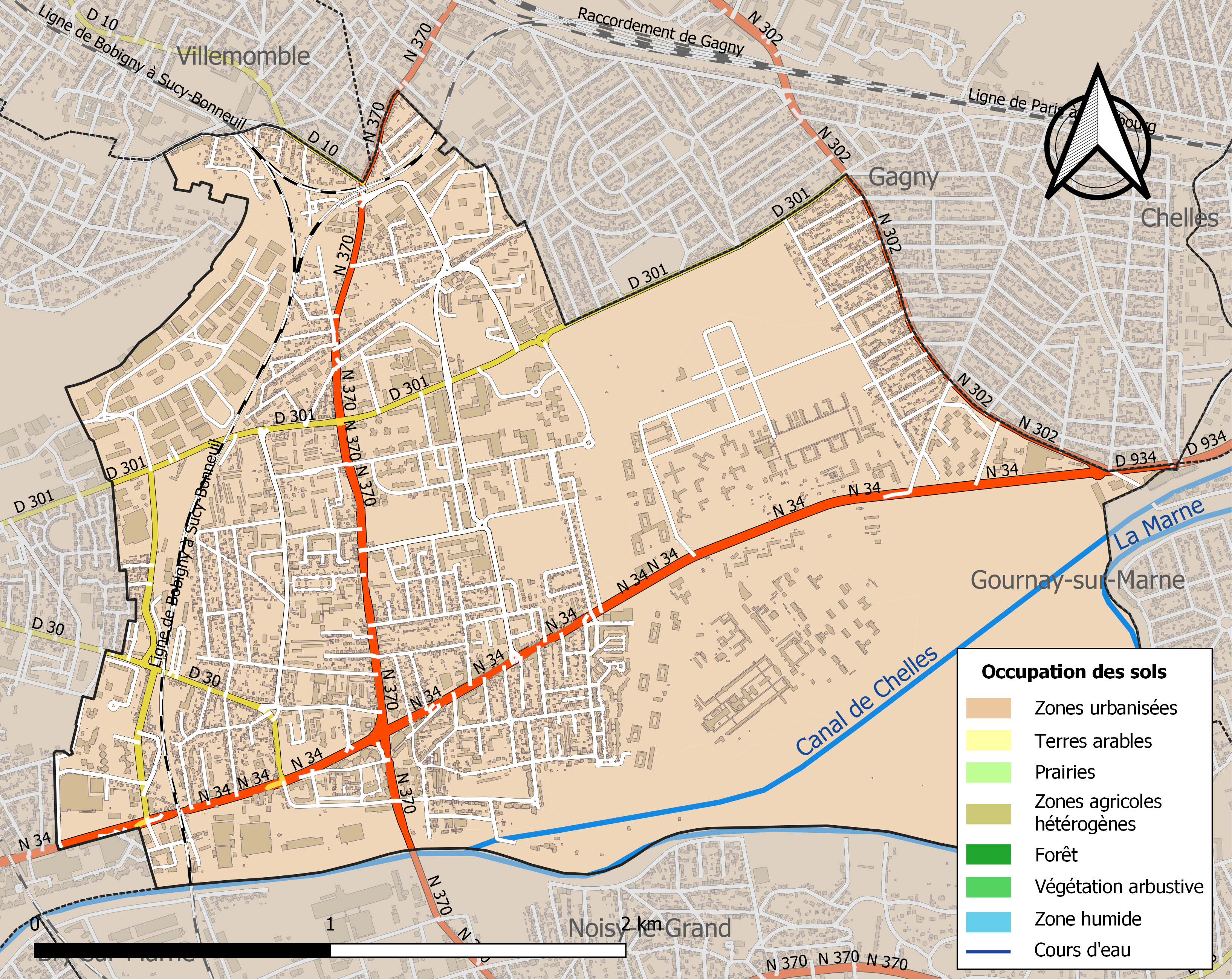
马恩河畔讷伊土地利用情况地图

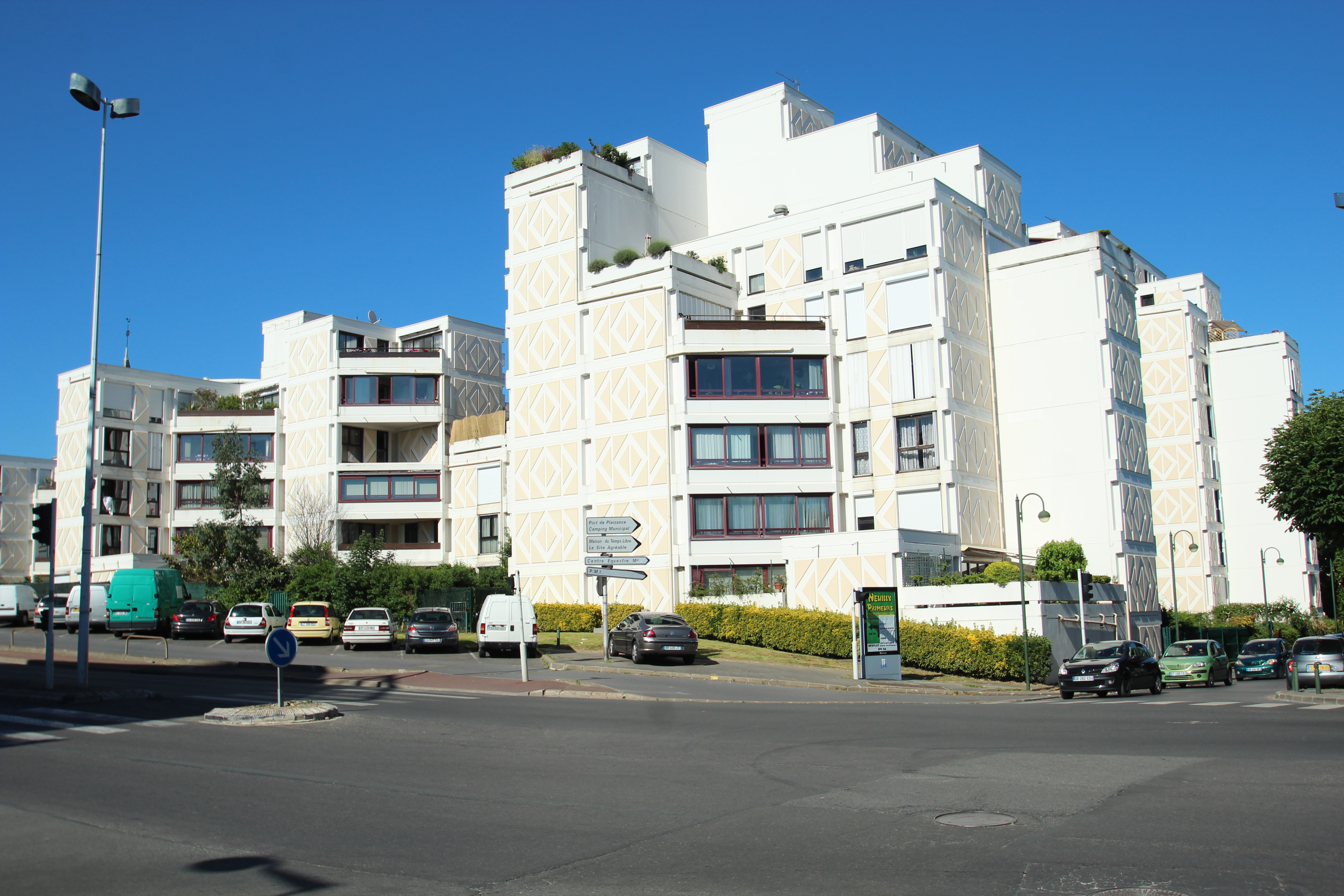
马恩河畔讷伊的一处居民公寓

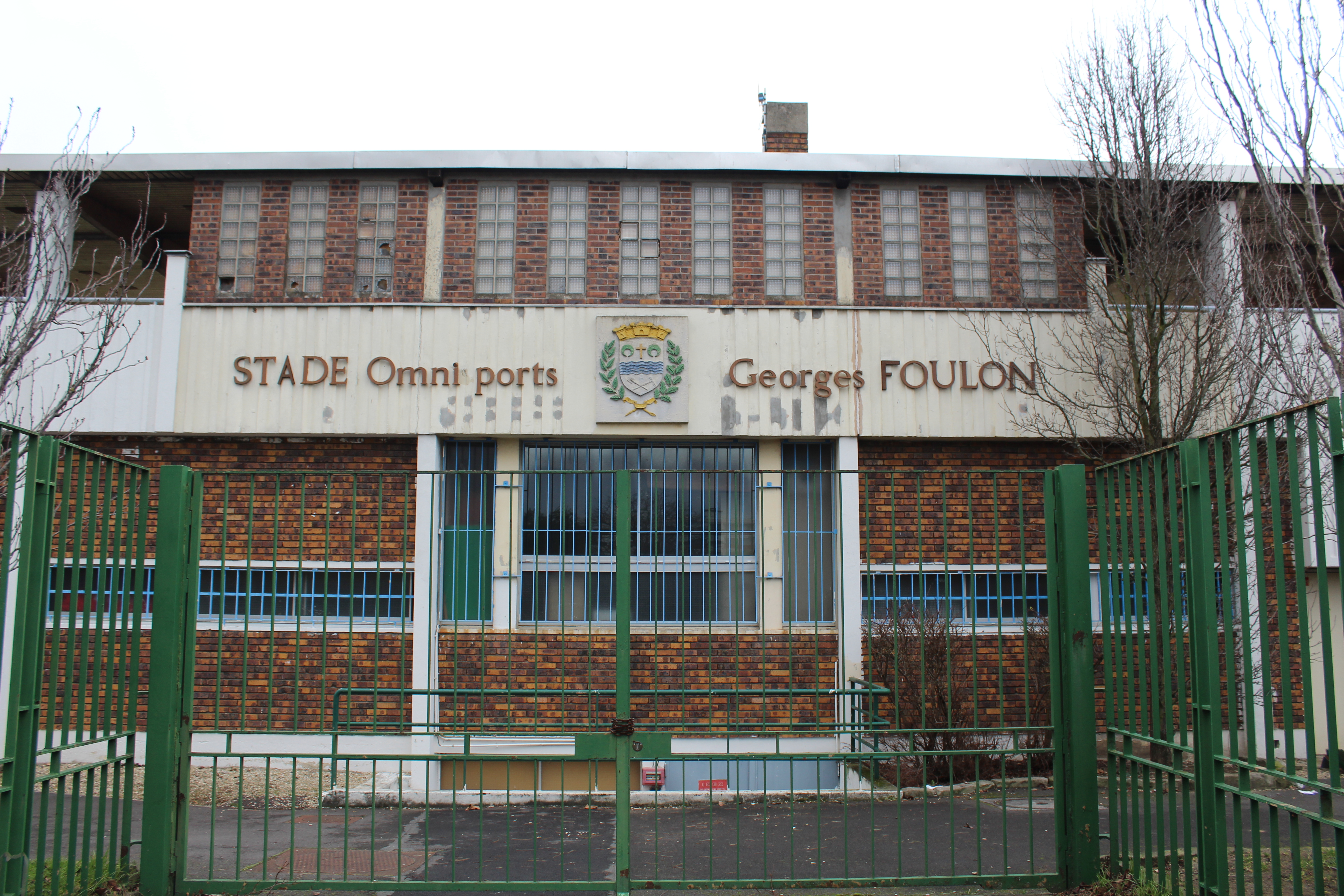
乔治·富隆球场

### 教育
马恩河畔讷伊属于克雷泰伊学区。截止2020年1月1日，马恩河畔讷伊境内共有12所幼儿园、10所小学、3所初级中学和1所普通高中。2018至2019学年度，马恩河畔讷伊境内共有在校中等教育阶段学生2,153名。

### 医疗
截止2020年1月1日，马恩河畔讷伊境内共有全科医生17名、保健师12名、牙医16名、护士26名、耳科医生1名、眼科医生2名、皮肤科医生1名和助产士2名。境内共有药房8家、养老院3家、残疾人帮扶中心2家。
距离马恩河畔讷伊最近的区域性医疗机构为“勒兰西-蒙费梅伊医疗集团”（Groupe hospitalier intercommunal Le Raincy - Montfermeil），其主病区勒兰西-蒙费梅伊市际医院（Hôpital Intercommunal Le Raincy Montfermeil）位于蒙费梅伊市区，距离马恩河畔讷伊市区的正常车程在20分钟以内，该院设有床位427个，是当地规模最大的公立综合性医院。

### 住房
2018年，马恩河畔讷伊境内共有各类住房14,897套，其中20.4%为独立式居民区，78.5%为集中式居民区。常住房屋占马恩河畔讷伊市镇范围内居民建筑总量的95.3%。
在住房保障政策方面，2020年，马恩河畔讷伊境内共有3,630户家庭获得了住房经济补助，受益人数占总人口数量的10.2%，其中3,445份为房租补助。

### 商业
2019年，马恩河畔讷伊境内共有各类实体商铺717家，其中餐厅74家、大型超市10家、杂货店21家、面包房18家、肉铺8家、书店3家、银行门店9家、美容美发店31家、汽车维修店34家。市区西南部建有欧尚大型购物超市。

### 体育
2020年，马恩河畔讷伊境内共有1家游泳池、4间体育馆、1座综合体育场、12处网球场、1处马术场、4处足球或橄榄球场以及4处篮球或排球场。
截至2022年1月，马恩河畔讷伊境内共有两家注册足球俱乐部。马恩河畔讷伊体育足球俱乐部（SFC Neuilly-sur-Marne，编号508884）是当地的代表性足球队，其主队2021至2022赛季参加法兰西岛大区足球联赛乙组（法国第七级别），其主场乔治·富隆球场（Stade Georges Foulon）位于马恩河畔讷伊市区中部。

### 环境
马恩河畔讷伊的环境事务由其所属的大巴黎都会区负责。2019年，马恩河畔讷伊境内暂无污染企业。

### 治安
马恩河畔讷伊所警区（Zone police de Neuilly sur Marne）管辖马恩河畔讷伊和讷伊普莱桑斯两个市镇。2020年，该警区辖区内累计发生各类案件3,112起，其中盗窃类案件1,611起，经济类案件339起，毒品交易类案件178起。

## 文化
2020年，马恩河畔讷伊境内暂无任何文化设施。马恩河畔讷伊市政府提供多媒体中心，每周二至六向公众开放。

### 建筑
马恩河畔讷伊境内有多处历史建筑，其中圣博迪勒教堂为法国国家文物保护单位。

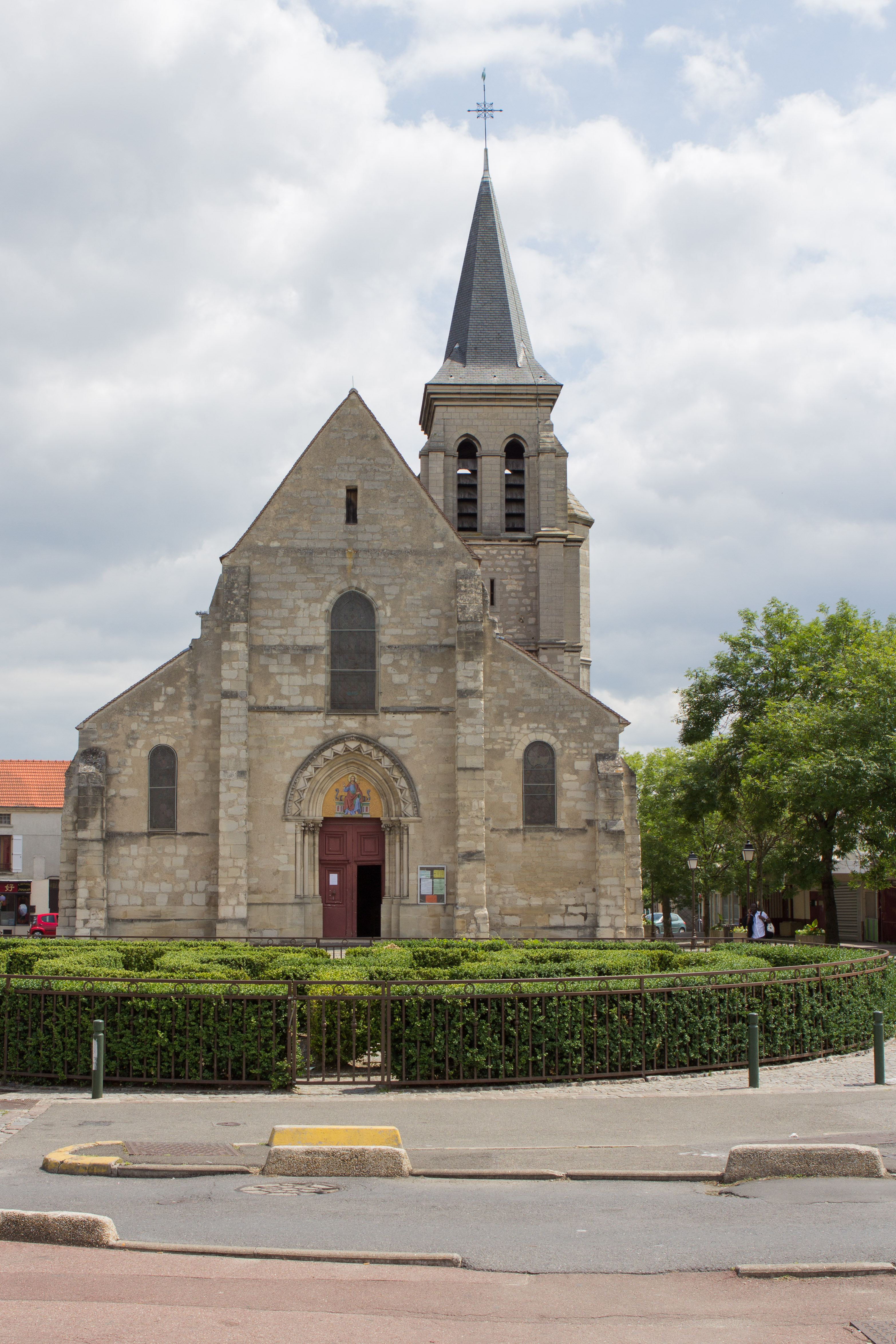
圣博迪勒教堂（法语：Église Saint-Baudile de Neuilly-sur-Marne）
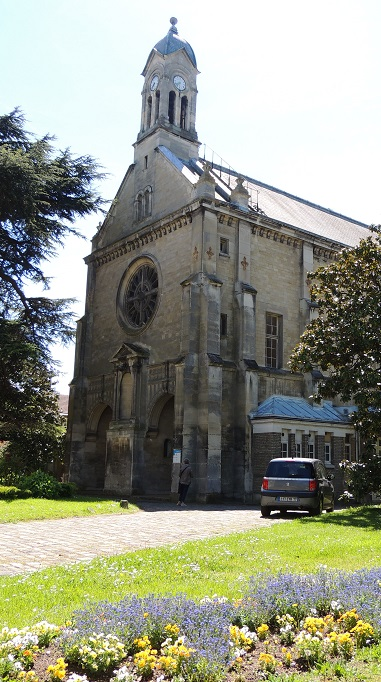
埃夫拉尔城小教堂
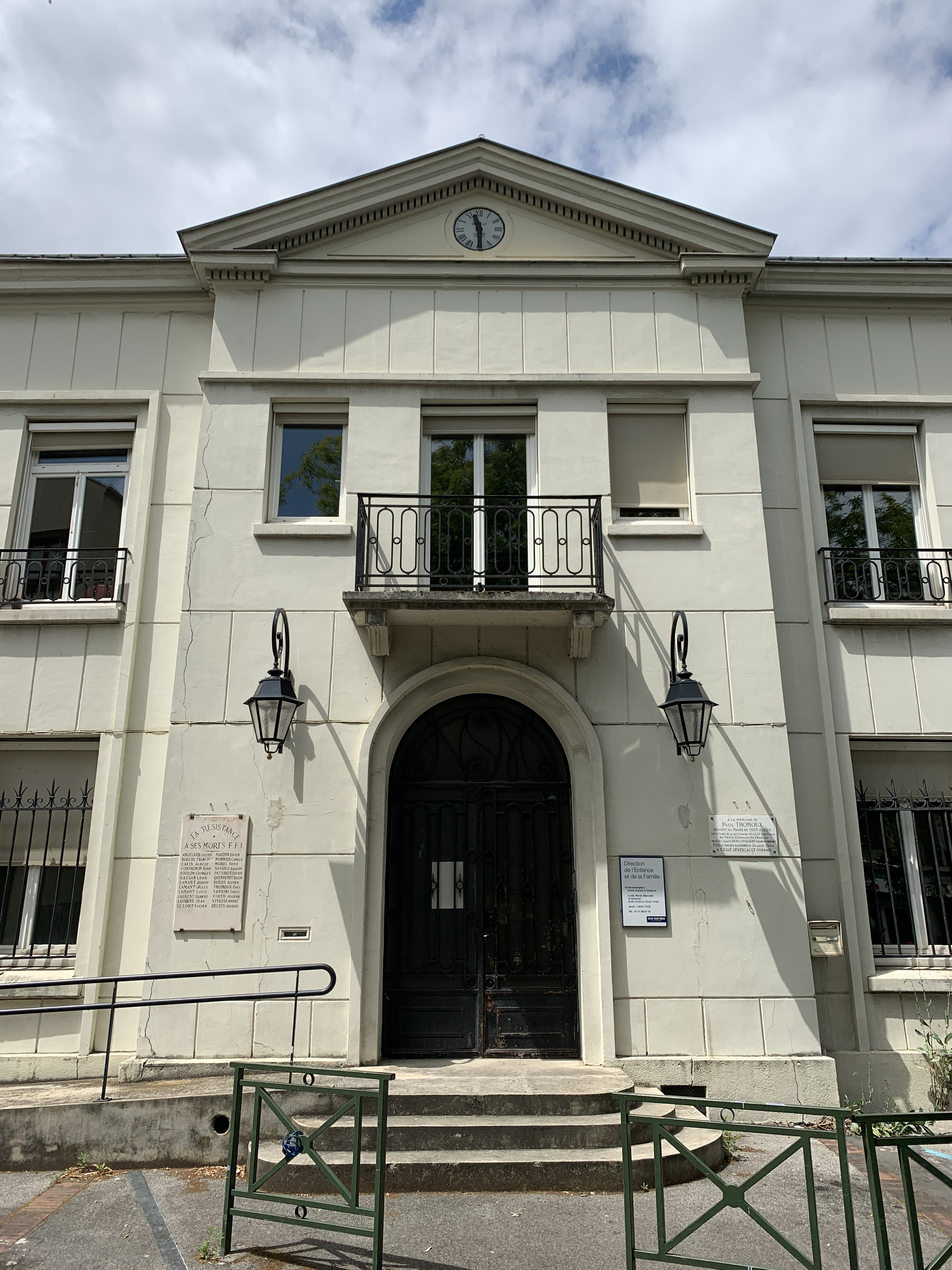
市政厅旧址
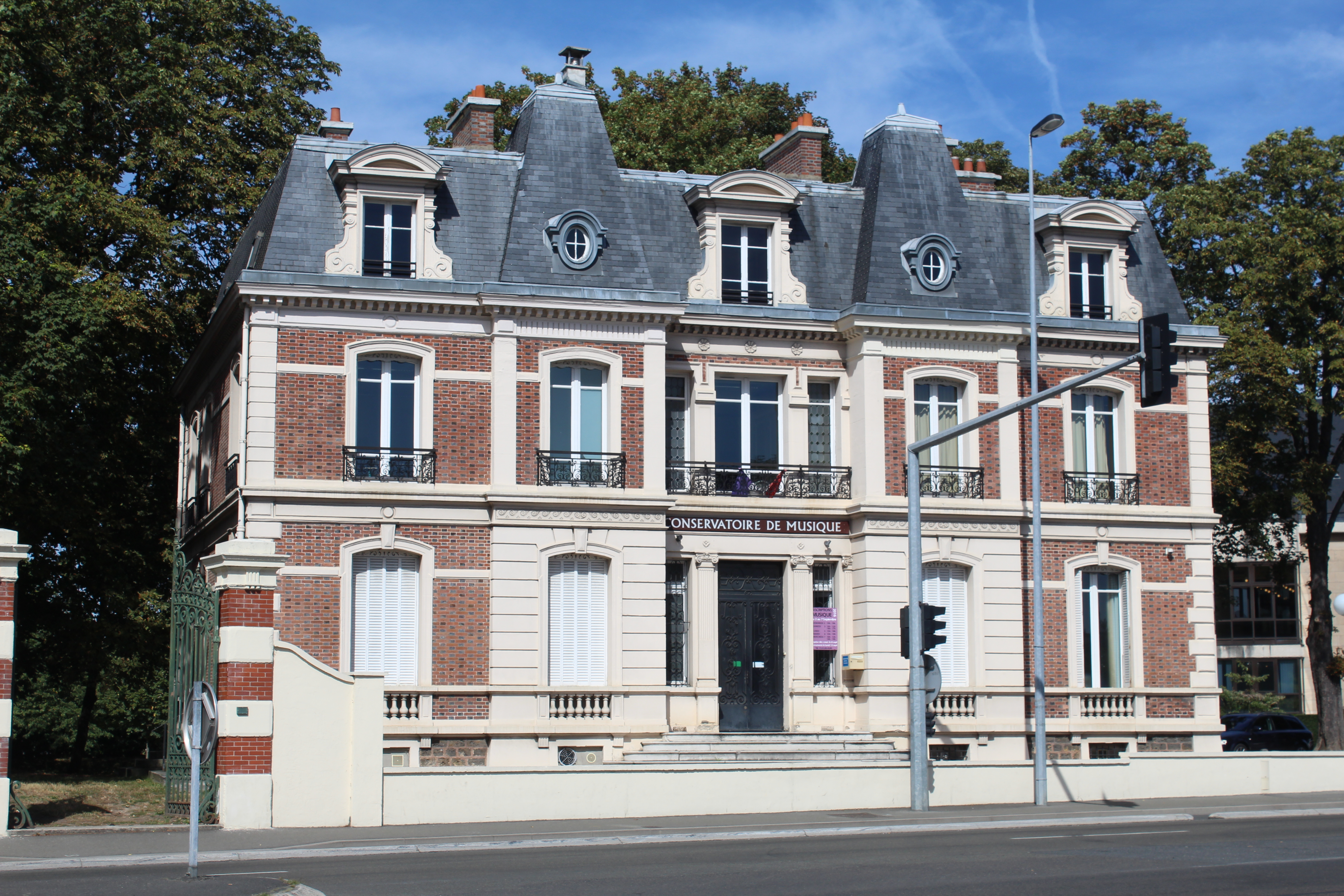
音乐学院
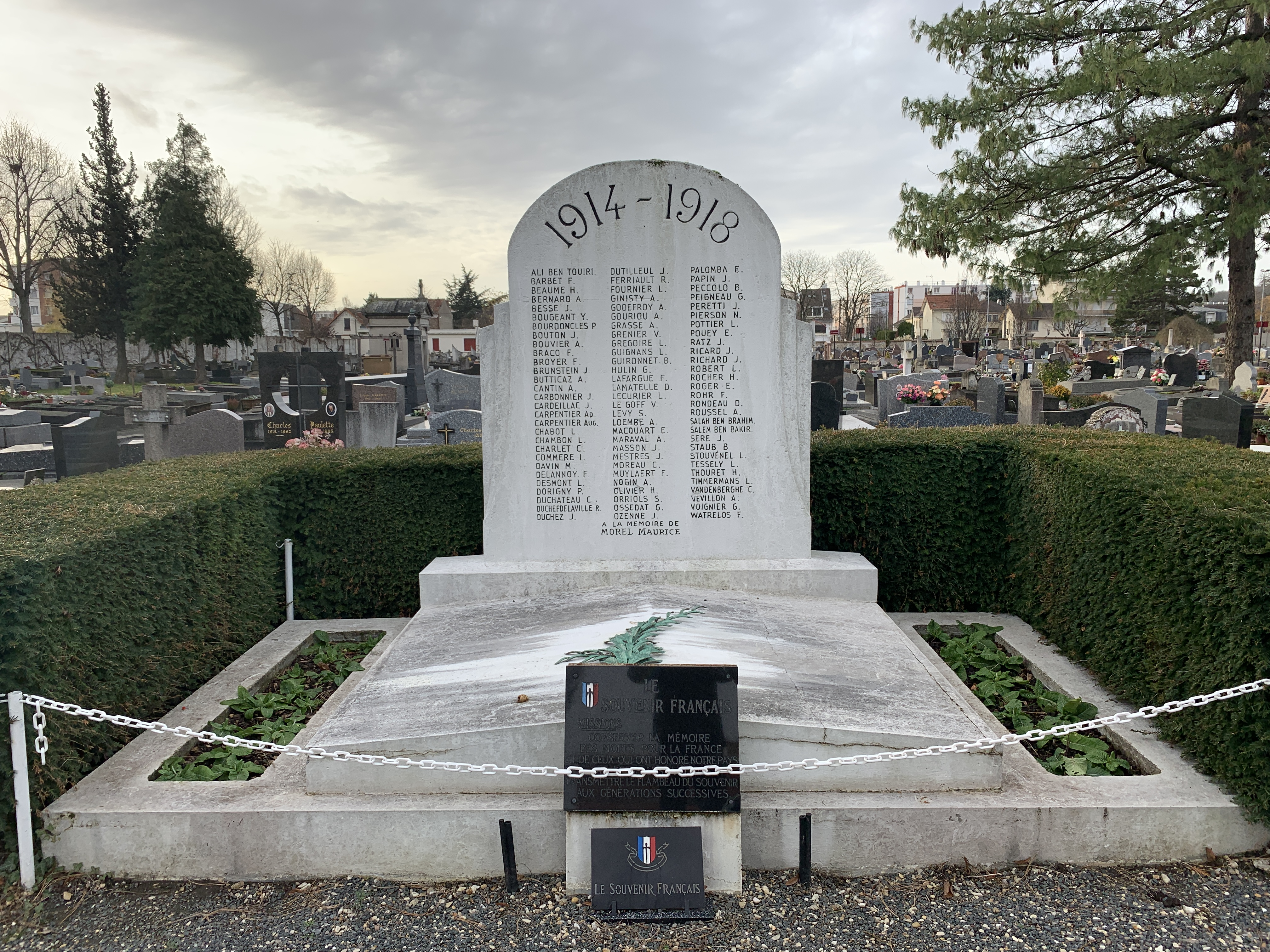
一战公墓
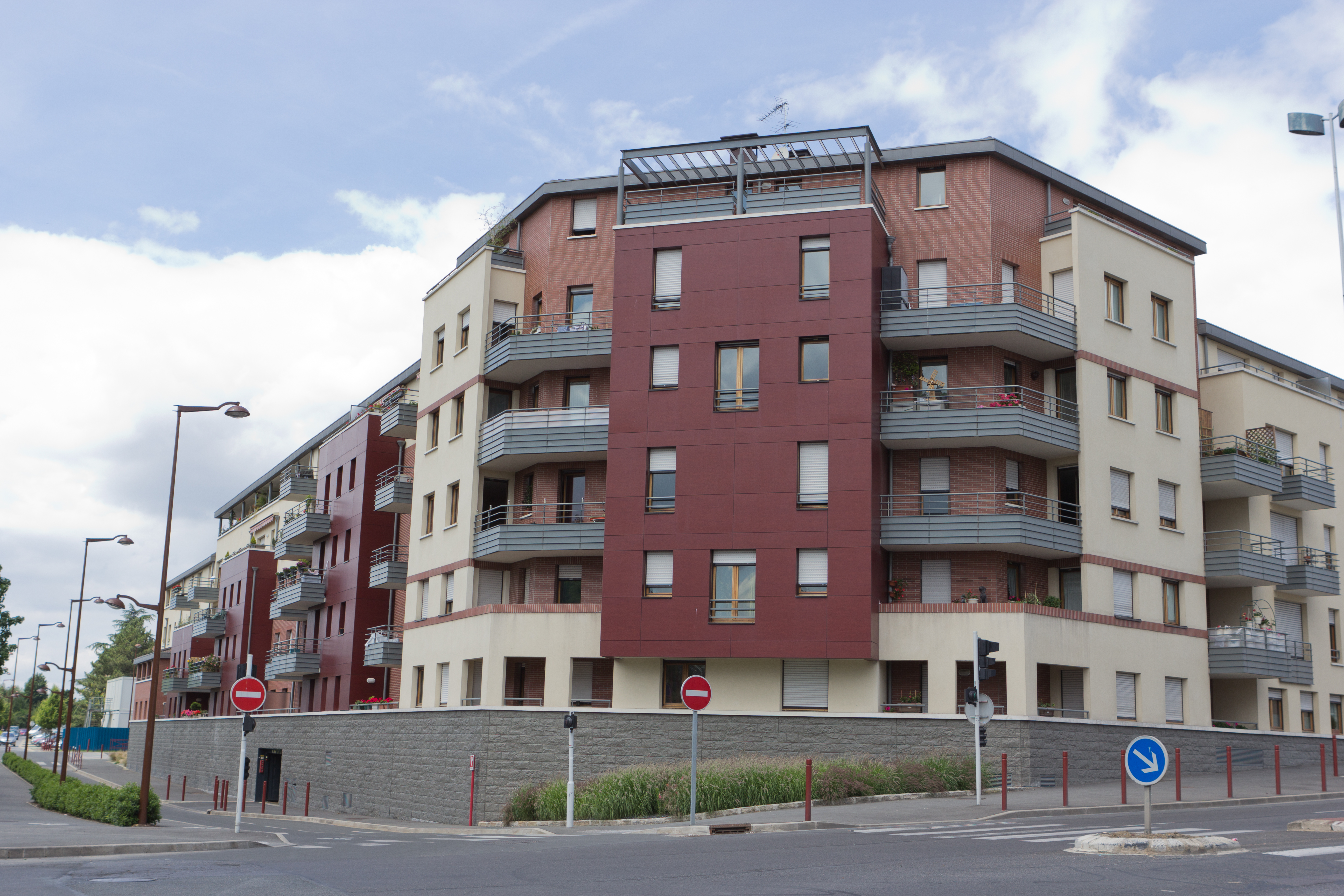
居民公寓
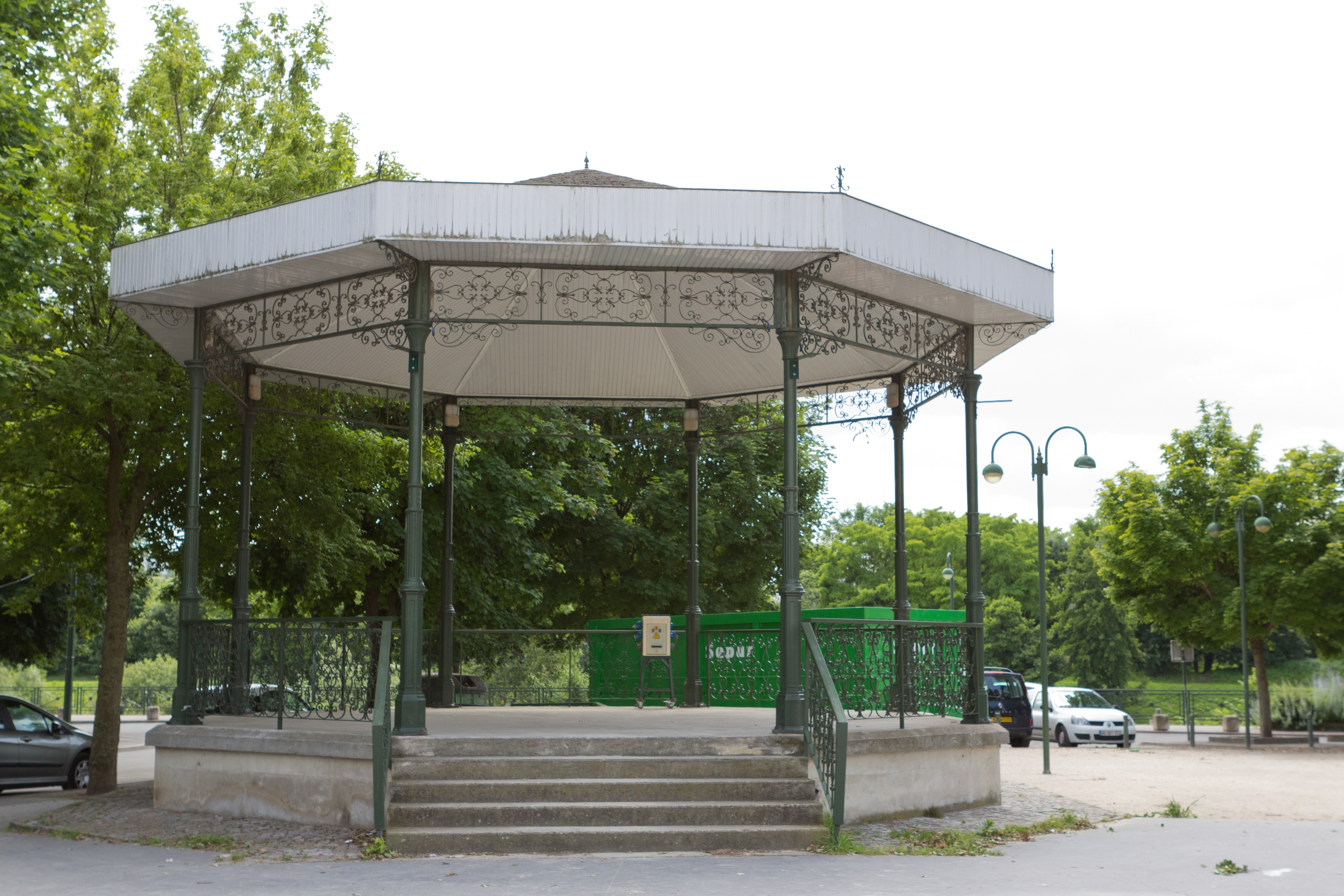
凉亭
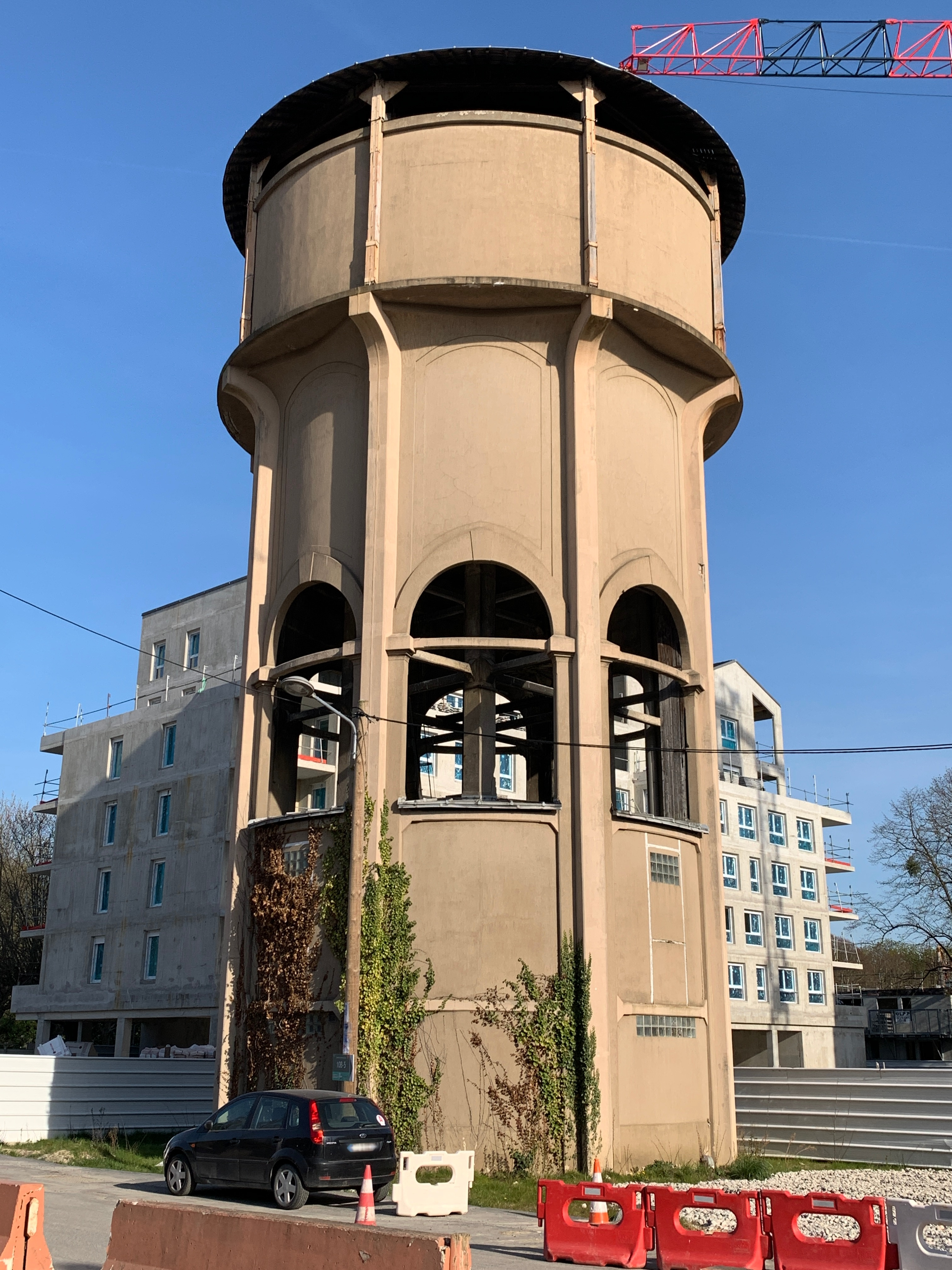
水塔

### 旅游
马恩河畔讷伊的旅游事务由其所属的法兰西岛大区、大巴黎都会区和塞纳-圣但尼省共同协调负责。2021年，马恩河畔讷伊境内有1个露营地，可容纳共220辆露营车。

### 媒体
法国主要的媒体均可在马恩河畔讷伊接收，法国电视三台下属的法兰西岛大区频道在部分时段播出马恩河畔讷伊所属的塞纳-圣但尼省的地方新闻。《巴黎人报》、蓝色法兰西巴黎广播、BFM电视台法兰西岛频道等是当地主要的地方性媒体。

## 相关人物
法国足球运动员西尔万·维尔托德出生于马恩河畔讷伊。

## 友好城市
截至2022年11月，马恩河畔讷伊暂未建立任何友好城市关系。